# Tanya Samarzich
Tanya Nicole Samarzich Ruiz (* 28. Dezember 1994) ist eine mexikanische Fußballspielerin.

## Karriere

### Verein
Samarzich spielte für die Fußballmannschaft der University of Southern California, die USC Trojans. 2013 lief sie für die W-League-Franchise der Los Angeles Strikers auf, die zur Saison 2014 mit den Pali Blues zu den Los Angeles Blues fusionierten.

### Nationalmannschaft
Samarzich spielte für die Nachwuchsnationalmannschaften des mexikanischen Fußballverbandes in den Altersstufen U-17 und U-20 und nahm unter anderem an der CONCACAF U-20-Meisterschaft 2014 teil, wo sie gemeinsam mit der US-Amerikanerin McKenzie Meehan erfolgreichste Torschützin war. Bei der anschließenden U-20-Fußball-Weltmeisterschaft 2014 schied Samarzich mit Mexiko bereits in der Vorrunde aus. Mit der A-Nationalmannschaft Mexikos nahm sie am CONCACAF Women’s Gold Cup 2014 teil.